# Franck Ribéry
Franck Henry Pierre Ribéry (født 7. april 1983) er en fransk tidligere professionel fodboldspiller, der spillede for Frankrigs fodboldlandshold.

## Baggrund
Ribéry og hans forældre var ude for en trafikuheld da han var to år gammel. Ifølge Ribéry fløj han igennem foruden, da han ikke havde sikkerhedssele på, og som resultat skulle have mere end 100 stik i ansigtet. Uheldet resulterede i han fik et markant ar ned af højre side af ansigtet. Ribéry har senere fortalt at han blev mobbet af både andre børn og forældre som resultat af sit ar.

## Klubkarriere

### Tidlige karriere
Ribéry spillede oprindeligt for Lilles ungdomsakademi, men han var blevet frigjort af klubben, da de mente han var for lille til at blive professionel.
Ribéry flyttede herefter til US Boulogne i sin hjemby. Han gjorde sin førsteholdsdebut med Boulogne i 2001, imens klubben var i den fjerdebedste franske række. Han skiftede i 2002 til Olympique Alès i den tredjebedste række. Alès gik konkurs efter sæsonen, og Ribéry skiftede herefter til Stade Brest.
Efter at have imponeret med Brest fik Ribéry sin chance i Ligue 1, da han blev hentet af FC Metz.

### Galatasaray
Ribéry skiftede i februar 2005 til tyrkiske Galatasaray.

### Marseille
Ribéry skiftede i juni 2005 til Marseille. Skiftet var kontroversielt, da Galatasaray mente at der var et brud på kontrakt, og at Marseille havde brudt transferreglerne. Ribéry sagde herefter at han ikke var blevet betalt til tide af den tyrkiske klub, og at klubbens formand havde truet ham med et baseballbat. CAS afviste Galatasaray, og sagde at transferen var lovlig.
Han blev i 2007 kåret til årets franske fodboldspiller af France Football.

### Bayern München
Ribéry skiftede i juni 2007 til Bayern München. Med en pris på 25 millioner euro blev han klubbens hidtil dyreste transfer nogensinde.
Han blev i 2008 igen kåret til årets franske fodboldspiller. Han blev i 2008 også for første gang inkluderet på Ballon d'Or nomineringslisten, hvor han endte med at slutte på 16. pladsen.
Ribéry spillede over de næste sæsoner en vigtig rolle for klubben, dog døjede han også med skadesproblemer, som ledte til mindre spilletid.
Ribéry var i 2013 med til at vinde Champions League, da Bayern vandt over Dortmund i finalen. Ribéry lagde assisten til det vindene mål, som blev scoret af Arjen Robben. Han blev i 2012-13 sæsonen kåret som den bedste spiller i Europa af UEFA. Han var igen nomineret til Ballor d'Or, og sluttede denne gang på tredjepladsen.
Den 2. december 2017 spillede Ribéry sin 366 kamp for Bayern München, hvilke satte en rekord for flest kampe spillet for klubben af en ikke-tysk spiller nogensinde.
I maj 2019 annoncerede Ribéry at han ville forlade klubben efter 2018-19 sæsonen. Bayern vandt ligaen i sæsonen, og som resultat blev Ribéry den første spiller nogensinde til at have vundet 9 tyske mesterskaber.

### Fiorentina
Ribéry skiftede i august 2019 til Fiorentina. Han blev kåret som årets spiller i klubben i sin debutsæson.

### Salernitana
Ribéry skiftede i september 2021 til Salernitana.

## Landsholdskarriere

### Ungdomslandshold
Ribéry har repræsenteret Frankrig på U/21-niveau.

### Seniorlandshold
Ribéry debuterede for det franske landshold den 27. maj 2006. Han var del af Frankrigs trup til VM 2006, hvor at Frankrig nåede til finalen, men tabte på straffespark. Efter Zinedine Zidane gik på pension, blev Ribéry set af mange som manden der skulle lede den næste generation af Frankrigs landshold. Han var også del af deres trup til EM 2008.
Ribéry var igen del af Frankrigs trup til VM 2010. Dette verdensmesterskab ville dog blive en katastrofe for landsholdet. Konflikt mellem spiller Nicolas Anelka og træner Raymond Domenech resulterede i at Anelka blev smidt hjem fra turneringen. Som resultat valgte resten af det franske spillertrup ikke at dukke op til træning i protest. Frankrig tabte den sidste kamp i gruppespillet til Sydafrika, og som resultat blev elimineret. Efter turneringen blev flere spiller suspenderet fra landsholdet som resultat af deres opførsel under turneringen, herunder Ribéry som blev givet en 3 kamps suspendering.
Han var også del af Frankrigs trup til EM 2012. Han var også valgt til Frankrigs trup til VM 2014, men måtte trække sig som resultat af skade. Han gik officelt på pension fra landsholdet i august 2014.

## Titler
Galatasaray
- Tyrkiske Cup: 1 (2004–05)

Marseille
- UEFA Intertoto Cup: 1 (2005)

Bayern München
- Bundesliga: 9 (2007–08, 2009–10, 2012–13, 2013–14, 2014–15, 2015–16, 2016–17, 2017–18, 2018–19)
- DFB-Pokal: 6 (2007–08, 2009–10, 2012–13, 2013–14, 2015–16, 2018–19)
- DFB-Ligapokal: 1 (2007)
- DFL-Supercup: 4 (2012, 2016, 2017, 2018)
- UEFA Champions League: 1 (2012–13)
- UEFA Super Cup: 1 (2013)
- FIFA Club World Cup: 1 (2013)

Individuelle
- Ligue 1 Årets unge spiller: 1 (2006)
- Ligue 1 Årets hold: 1 (2006)
- Onze de Bronze: 2 (2006, 2008)
- Årets franske fodboldspiller: 3 (2007, 2008, 2013)
- Fußballer des Jahres: 1 (2008)
- UEFA Årets hold: 2 (2008, 2013)
- UEFA Bedste spiller i Europa: 1 (2012–13)
- kicker Bundesliga Sæsonens hold: 5 (2007–08, 2008–09, 2011–12, 2012–13, 2013–14)
- Bundesliga Årets spiller: 1 (2012–13)
- Globe Soccer Årets spiller: 1 (2013)
- FIFA FIFPro World XI: 1 (2013)
- Fiorentina Sæsonens spiller: 1 (2019–20)